# Hanne Nørregaard
Hanne Nørregaard (* 21. Dezember 1968) ist eine ehemalige dänische Fußballspielerin.

## Karriere

### Vereine
Nørregaard spielte im Seniorinnenbereich zunächst und bis Ende des Jahres 1997 für Brøndby IF in der Eliteserien, der unter diesem Namen seinerzeit höchsten Spielklasse im dänischen Frauenfußball. In der Spielzeit 1998 war sie für den Ligakonkurrenten Fortuna Hjørring aktiv und 1999 für den Frederiksberg Boldklub. Mit ihren letzten beiden Mannschaften erreichte sie jeweils das Finale um den nationalen Vereinspokal und beide Male war sie mit diesen dem Odense BK mit 3:4 und 1:2 unterlegen.

### Nationalmannschaft
Für die A-Nationalmannschaft bestritt sie in vier Jahren 14 Länderspiele. Ihr Debüt gab sie am 31. August 1996 in Västerås bei der 0:2-Niederlage gegen die Nationalmannschaft Schwedens im letzten Spiel der EM-Qualifikationsgruppe 4 als Einwechselspielerin für Christina Petersen. Auch in den beiden Ausscheidungsspielen gegen die Nationalmannschaft Portugals wurde sie eingesetzt, in denen sich ihre Mannschaft mit 7:1 im Hin- und mit 5:0 im Rückspiel durchzusetzen wusste.  
Im Spieljahr 1997 bestritt sie sieben Länderspiele, drei (Gruppenspiele) bei der Teilnahme ihrer Mannschaft am Turnier um den Algarve-Cup, drei in Freundschaft ausgetragene (2:2 vs. Deutschland am 27. und 1:1 vs. Norwegen am 29. Mai jeweils in Kopenhagen, 5:1 vs. Schweiz am 11. Juni in Chatonnaye) sowie ein Spiel (das erste) der WM-Qualifikationsgruppe 4 in der Klasse A beim 3:1-Sieg über die Nationalmannschaft Russlands am 21. August in Hjørring. Sie gehörte dem Kader für die Europameisterschaft 1997 an, wurde im Turnierverlauf jedoch nicht eingesetzt.
Am 15. und 17. März 1998 wurde sie in den ersten beiden Spielen der Gruppe A im Turnier um den Algarve-Cup berücksichtigt, wie auch in einem weiteren Freundschaftsspiel, das gegen die Nationalmannschaft Schwedens am 19. Mai 1999 mit 0:4 in Jönköping verloren wurde. Ihr letztes Länderspiel hatte sie bei der 0:2-Niederlage gegen die Nationalmannschaft Nigerias am 27. Juni 1999 mit dem letzten Spiel der Gruppe A bei der Teilnahme ihrer Mannschaft an der vom 19. Juni bis zum 10. Juli in den Vereinigten Staaten ausgetragenen Weltmeisterschaft.
Von ihren fünf Länderspieltoren erzielte sie jeweils zwei in den EM-Qualifikationsspielen (7:1 und 5:0 vs. Portugal am 7. und 28. September 1996) und in den Turnieren um den Algarve-Cup (4:1 vs. Island am 10. März 1997, 6:0 vs. Niederlande am 17. März 1998) sowie beim 5:1-Sieg im Freundschaftsspiel gegen die Schweizer Nationalmannschaft am 11. Juni 1997.

## Erfolge
Frederiksberg Boldklub
- Dänischer Pokal-Finalist 1999

Fortuna Hjørring
- Dänischer Pokal-Finalist 1998